# Regularna velika loža Italije
Regularna velika loža Italije (tali. Gran loggia regolare d'Italia), skraćeno GLRI, je regularna slobodnozidarska velika loža u Italiji. Osnovana je 1993. godine izdvajanjem loža iz Velikog orijenta Italije.

## Povijest
Početkom 1990-ih državni tužitelj u Palmi, Kalabrija, Agostino Cordova istaživao je povezanost slobonih zidara, vlasti i mafije. Iako ova istraga nije uspijela pronaći nikakvu povezanost mafije i slobonih zidara, odnosno upletenost članova Velikog orijenta Italije u mafiju ili nelegalne aktivnosti, učinjena je velika šteta. Nakon ove istrage tadašnji veliki majstor Velikog orijenta Italije Giuliano Di Bernardo odlučio je napustiti organizaciju. Velikom orijentu Italije tih godina znatno je urušen ugeld zbog povezanosti s Propaganda Due, optužbi za korupciju i nekoliko sudskih sporova.
Tako se Giuliano Di Bernardo s osam masonskih loža (četiri u Rimu, ostale u Milanu, Firenci, Bologni i Grossetu) i stotinjak članova distancirao od Velikog orijenta Italije i u Rimu 17. travnja 1993. godine osnovao Regularnu veliku ložu Italije. Ujedinjena velika loža Engleske ju je 8. prosinca iste godine priznala kao jedinu regularnu veliku ložu u Italiji, uskraćujući priznanje Velikom orijentu Italije. Odluku Engleza slijedile su, nedugo zatim, i Nacionalna velika loža Francuske, Velika loža Irske i Velika loža Škotske.
Posije pada komunizma u istočnoj Europi, Regularna velika loža Italije je posebice bile aktivne na planu uspostave slobodnog zidarstva na ovom dijelu Europe. Tako je 1999. godine utemeljena Velika loža Moldavije.
U ožujku 2023. godine Ujedinjena velika loža Engleske vratila je priznanje regularnosti Velikom orijentu Italije. Ovo je bilo moguće jer su obje talijanske masonske institucije dale suglasnost Englezima da u istoj zemlji priznaju dvije velike lože.

## Ustroj
Sjedište Regularne velike lože Italije je u Rimu.

### Lože
Struktura Regularne velike loža Italije uključuje 15 pokrajinskih velikih loža prema talijanskim regijama i 4 istraživačke lože. U lipnju 2024. godine ova velika loža pod svojom zaštitom ukupno ima 149 masonskih loža.
Pokrajinske velike lože su:
- Pokrajinska velika loža Pijemonta i Doline Aosta (Gran Loggia Regionale di Piemonte e Valle d'Aosta) – nadležna za Pijemont i Valle d'Aosta gdje administrira pet loža.[5]
- Pokrajinska velika loža Ligurije (Gran Loggia Regionale della Liguria) – nadležna za Liguriju gdje administrira 10 loža.[6]
- Pokrajinska velika loža Lombardije (Gran Loggia Regionale della Lombardia) – nadležna za Lombardiju  gdje administrira 13 loža.[7]
- Pokrajinska velika loža Sjeveroistočne Italije (Gran Loggia Regionale del Triveneto) – nadležna za Veneto, Trentino-Južni Tirol i Furlaniju-Julijsku krajinu gdje administrira šest loža.[8]
- Pokrajinska velika loža Emilije Romagne (Gran Loggia Regionale dell'Emilia Romagna) – nadležna za Emilia-Romagna gdje administrira šest loža.[9]
- Pokrajinska velika loža Toskane (Gran Loggia Regionale di Toscana) – nadležna za Toskanu gdje administrira 18 loža.[10]
- Pokrajinska velika loža Marke (Gran Loggia Regionale delle Marche) – nadležna za Marke gdje administrira pet loža.[11]
- Pokrajinska velika loža Abruzza (Gran Loggia Regionale dell' Abruzzo) – nadležna za Abruzzo gdje administrira dvije lože.[12]
- Pokrajinska velika loža Umbrije (Gran Loggia Regionale dell'Umbria) – nadležna za Umbriju gdje administrira četiri lože.[13]
- Pokrajinska velika loža Lacija (Gran Loggia Regionale di Lazio) – nadležna za Lacij gdje administrira 12 loža.[14]
- Pokrajinska velika loža Kampanije i Molise (Gran Loggia Regionale di Campania e Molise) – nadležna za Kampaniju i Molise gdje administrira četiri lože.[15]
- Pokrajinska velika loža Apulija i Basilicate (Gran Loggia Regionale di Puglia e Basilicata) – nadležna za Apuliju i Basilicatu gdje administrira osam loža.[16]
- Pokrajinska velika loža Kalabrije (Gran Loggia Regionale di Calabria) – nadležna za Kalabriju gdje administrira 14 loža.[17]
- Pokrajinska velika loža Sicilije (Gran Loggia Regionale di Sicilia) – nadležna za Siciliju gdje administrira 22 lože.[18]
- Pokrajinska velika loža Sardinije (Gran Loggia Regionale di Sardegna) – nadležna za Sardiniju gdje administrira 16 loža.[19]

Istraživačke lože su:
- Loža "Pico della Mirandola" (Loggia Pico della Mirandola) br. 33 – ezoterijsko-alkemijsko-istraživačka loža nosi naziv po talijanskom renesanskom filozofu i humanisti Giovanniju Picu della Mirandoli.[20]
- Loža "Quatuor Coronati" (Loggia Quatuor Coronati) br. 112 – povijesno-istraživačka loža nosi naziv po najstarijoj istraživačkoj Loži "Quatuor Coronati" br. 2076, osnovanoj 1886. godine pod zaštitom Ujedinjene velike lože Engleske (UGLE).[21]
- Loža "Sv. Cecilija" (Loggia Santa Cecilia) br. 180 – glazbeno-istraživačka loža koja nosi naziv po sv. Ceciliji, zaštitnici glazbenika i pjesnika, osnovana je 2014. godine.[22]
- Loža "Antonello da Messina" (Loggia Antonello da Messina) br. 289 – umjetničko-istraživačka loža koja nosi naziv po talijanskom renesanskom slikaru Antonellu da Messini osnovana je 2017. godine.[23]

### Uprava
Regularnom velikom ložom Italije upravlja veliki majstor (Gran Maestro). Dosadašnji veliki majstori su:
1. Giuliano Di Bernardo (1993. – 2001.); prethodno je bio veliki majstor Velikog orijenta Italije od 1990. do 1993. godine.[24]
2. Fabio Venzi (od 2001.)

### Međunarodna suradnja
Regularna velika loža sudjeluje u radu Svjetske konferencije regularnih masonskih velikih loža. Također, potpisala je povelje o prijateljstvu i međusobnom priznavanju s preko 60 regularnih velikih loža.

### Obred
Primarni masonski obred Regularne velike loža Italije je Emulacijski obred preveden na talijanski jezik. Velika loža upravlja simboličkim stupnjevima plave lože (učenik, pomoćnik i majstor) i delegira upravljanje visokim stupnjevima na dodatna tijela i redove.

## Pridružena tijela i redovi
Upravljanje visokim masonskim stupnjevima ova velika loža provodi kroz pridružena tijela i redove od kojih svaki predstavlja jedan obred a na temelju potpisanih konkordata.
- Vrhovni veliki kapitel slobodnih zidara Kraljevskog luka Italije (tali. Supremo Gran Capitolo dei Liberi Muratori dell'Arco Reale d'Italia) – nadležan za rad svetog kraljevskog luka.[26]
- Pokrajinska velika loža majstora masona znaka Italije (Gran Loggia Distrettuale dei Maestri Muratori del Marchio d'Italia) – nadležna za rad majstora znaka i mornara kraljevske arke.[27][28]

Veliki majstor Regularne velike lože Italije je ujedno i prvi veliki principal (Primo Gran Principale) Vrhovnog velikog kapitela Italije.

## Vanjske poveznice
- Službena stranica